# Get Back (Demi Lovato)
"Get Back" är en sång framförd av den amerikanska amerikanska sångaren och låtskrivaren Demi Lovato. Det är den första singeln från hens debutalbum, Don't Forget. Sången släpptes den 12 augusti 2008 i USA och den 3 februari i Australien.

## Musikvideo
Musikvideon, regisserad av Philip Andelman, hade premiär efter TV-filmen The Cheetah Girls: One World på Disney Channel den 22 augusti 2008.
Videon innehåller Lovato och hens band när de framför låten på en övergiven byggnad i Brooklyn med Manhattan Bridge i bakgrunden. I sångens musikvideo så har meningen "Kiss me like you mean it" ändrats till "Hold me like you mean it."

## Topplistor
| Lista (2008)             | Topplacering |
| ------------------------ | ------------ |
| Australien ARIA Charts)  | 112          |
| Kanada Canadian Hot 100) | 93           |
| Spanien (PROMUSICAE)     | 54           |
| USA (Billboard Hot 100)  | 43           |